# القط التائه
القط التائه مسلسل رسوم متحركة فرنسي بلجيكي. عرض بين عامي 1996-2001. تمت دبلجته للعربية. تم دبلجة المسلسل مره أخرى ولكن بالدبلجة الإسلامية وحمل هذه المرة اسم بسبس والسيد هرهور.

## قام بأداء الأصوات
القط التائه
- قمر الصفدي
- رفعت النجار
- هشام حمادة
- دانا الصفدي
- جمال مرعي
- ليث الشامي
- سالم زهرة
- سناء المفلح
- جهاد مناصرة
- سهير عودة
- سلوى نازك
- نادر عمار
- نهلة عودة
- فاطمة سعد - تيفاني (غير مدرج)

بسبس والسيد هرهور
- قمر الصفدي
- لؤي مسلم
- سناء المفلح
- عزام يوسف
- ربحي عرار
- ياسمين سامي
- نور عادل
- علاء التميمي
- محمد عصفور

## طاقم العمل
القط التائه
- الترجمة: لاما الحمود
- کتابة ومؤثرات کمبیوتر: خلدون أبو نوار (مدرجة باسم خلدون أبونوار)
- تسجيل الصوت: بلال محمد صوالحة
- إنتاج وتوزيع: مؤسسة التسويق والإنتاج الإعلامي (صقر الحمود)

ص.ب 851325 فاكس 822722
هاتف 823823 عمان - الأردن
- مونتاج ومكساج: عدنان ربابعة
- موسيقى الإشارة: طلال أبو الراغب
- مدير إدارة الإنتاج والتسويق: فراس الحمود
- الإشراف الفني: موسي عمار

بسبس والسيد هرهور
- لوحات القديمة: مازن شاكر البورنو
- تنفيذ الدوبلاج: مؤسسة التسويق والإنتاج الإعلامي
- إدارة الإنتاج: فراس الحمود
- تسجيل الصوت: بلال محمد صوالحة
- إنتاج وتوزيع: مؤسسة محسن للإنتاج الإعلامي والتوزيع

ت:6645248 ف:6645187
- الإشراف العام: المخرج/ عبد الله صالح محسن

## روابط خارجية
- القط التائه على موقع IMDb (الإنجليزية)
- القط التائه على موقع كينوبويسك (الروسية)
- القط التائه على موقع ألو سيني (الفرنسية)
- القط التائه على موقع قاعدة بيانات الفيلم (الإنجليزية)